# Cofoco
Cofoco er en københavnsk restaurantkæde med 16 restauranter i Indre By og brokvartererne. Virksomheden driver tillige Coco Hotel på Vesterbrogade og har også solgt takeaway fra selvstændige forretninger samt færdigretter gennem supermarkeder og 7-Eleven.
Navnet var oprindeligt en sammentrækning af Copenhagen Food Consulting. I 2018 blev virksomhedens officielle navn ændret til Copenhagen Food Collective, men i markedsføring og daglig tale benyttes udelukkende navnet Cofoco.
Restauranterne har hver deres profil (nordisk, fransk, italiensk mv.) og tilbyder en enkel menu i moderne omgivelser. Der er plads til mange gæster, og hvert bord skal kunne besættes to gange på en aften, hvilket er med til at holde priserne nede.
Virksomheden blev grundlagt af kok og iværksætter Torben Klitbo, der i 2004 åbnede den første restaurant i Abel Cathrines Gade på Vesterbro. Kort efter blev Christian Lytje medejer, og senere kom Anders Aagaard til. Grundet uvenskab forlod Anders Aagaard virksomheden i 2007 og stiftede den konkurrerende kæde Madklubben. Torben Klitbo trådte ud i 2016.
Cofoco købte i 2022 Hotel Kong Frederik af Fritz Schur.